# Shravanabelagola
Shravanabelagola (auch: Sravanabelgola, Shravana Belgola; Kannada: ಶ್ರವಣಬೆಳಗೊಳ Śravaṇabeḷagōḷa) ist ein Ort mit etwa 6.500 Einwohnern im südindischen Bundesstaat Karnataka. Shravanabelagola gilt als eines der wichtigsten Pilgerzentren des Jainismus in Indien.

## Lage
Shravanabelagola liegt in einer Höhe von ca. 870 m ü. d. M. im Distrikt Hassan, etwa 143 km (Fahrtstrecke) westlich von Bengaluru, der Hauptstadt Karnatakas entfernt; die Stadt Mysuru befindet sich gut 80 km südlich. Das Heiligtum liegt auf einem der fünf Tempelberge der Jainas, dem ca. 960 m hohen Vindyagiri-Hill (oder Indragiri-Hill) und ist nur zu Fuß über Treppen (mehr als 600 Stufen) erreichbar. Auch auf dem gegenüber liegenden, etwas kleineren Hügel Chandragiri-Hill befinden sich mehrere sehenswerte Jain-Tempel im Chalukya-Stil. Zwischen beiden Hügeln befindet sich ein beinahe quadratischer, von Menschenhand geschaffener Tempelteich (belagola) mit Torbauten (gopurams) im südindischen Stil. Das Klima ist subtropisch warm; Regen fällt nahezu ausschließlich in den Monaten Mai bis Oktober.

## Bevölkerung
Ca. 65 % der Einwohner sind Hindus, jeweils etwa 15 % entfallen auf Moslems und Jains; andere Religionen spielen kaum eine Rolle.

## Wirtschaft
In der Umgebung des Ortes wird Landwirtschaft betrieben, doch stammen die Haupteinnahmen aus dem Pilgertourismus.

## Geschichte
Bekannt ist der Ort für die ca. 18 m hohe Figur des Bahubali/Gomateshwara, die um 980 n. Chr. entstanden ist. Auftraggeber war der König der Ganga-Dynastie Rachamalla IV. (reg. 974–984). Unter Aufsicht seines Ministers oder Generals Chavundaraya (940–989) wurde die Statue aus einem einzigen Felsblock herausgehauen.

## Darstellung
Die Figur stellt den Jaina-Asketen Gomateshvara (auch Gommata oder Bahubali genannt) dar, der nach Digambara-Sitte völlig unbekleidet ist. Sein Blick ist in die Ferne gerichtet, um seine Füße haben Ameisen ihre Hügel gebaut und um seine Beine und Arme sind die Ranken einer Pflanze gewachsen – Zeichen einer völligen Versunkenheit in die Meditation.

## Legende

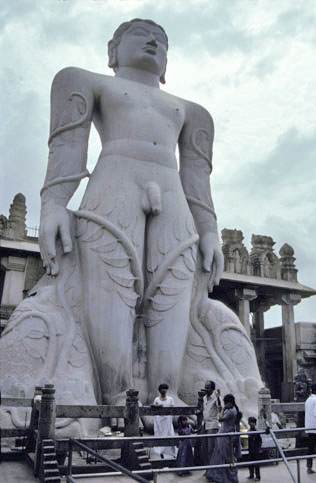
Bahubali/Gomateshvara-Statue

Bahubali war der zweitälteste Sohn des ersten Jaina-Tirthankaras Rishabha (auch Adinath genannt), der eigentlich König von Ayodhya und Podanpur war. Rishaba verzichtete jedoch noch zu Lebzeiten auf die Herrschaft über sein Königreich und teilte es zwischen seinen beiden ältesten Söhnen auf. Der älteste der Brüder Bharata forderte daraufhin von allen seinen Brüdern Unterwerfung und Anerkennung seiner Oberhoheit, woraufhin ein Bruderzwist zwischen Bahubali und Bharata entbrannte, der in einem gewaltigen Aufmarsch zweier Heere mündete. Es wurde jedoch beschlossen, dass nicht der Krieg über Sieg und Niederlage entscheiden sollte, sondern ein Zweikampf der beiden Brüder, aus dem Bahubali (bahu = Arm, bali = stark) als eindeutiger Sieger hervorging. Dieser beschloss jedoch sein weiteres Leben als Asket zu verbringen, überließ dem besiegten Bruder das Königreich und zog sich in die Waldeinsamkeit zurück, wo er vollkommen unbeweglich meditierte. Nach einem Gespräch mit ihrem Vater überzeugten ihn jedoch zwei seiner Schwestern (Brahmi und Sundari) davon, dass sein Asketentum lediglich auf persönlichem Hochmut und dem Festhalten an seinem Ego beruhe, was die angestrebte Erleuchtung (kevala jnana) unmöglich mache. Diese Wahrheit erkennend kehrte Bahubali an den Königshof zurück um die gewonnenen inneren Erfahrungen und Erkenntnisse auch anderen Menschen mitzuteilen.
Die Meditation Bahubalis entspricht dem Idealbild der Jaina-Lehre der ahimsa, d. h. der völligen Gewaltlosigkeit und dem tiefen Respekt gegenüber allem Lebendigen. Doch ähnelt die Legende in einigen Zügen auch deutlich dem Lebensweg Buddhas und wie dieser wird auch Bahubali/Gomateshvara als spiritueller Lehrer betrachtet, der Leidenschaften wie Selbstsucht, Eifersucht, Stolz und Wut überwand und zur Erleuchtung gelangte. Die Rückkehr an den Hof und zu seinem Vater weist Parallelen zum biblischen Gleichnis vom Verlorenen Sohn auf.
Bahubali/Gomateshvara-Statuen finden sich in den meisten Jain-Tempeln Indiens und sind leicht am Rankenwerk an seinen Beinen zu erkennen.

## Bedeutung
Neben einigen älteren Höhlentempeln in Ellora (Maharashtra) und Badami (Karnataka), den Bergtempeln von Mount Abu (Rajasthan) und Shatrunjaya (Gujarat) sowie den Tempelkomplexen von Ranakpur und Jaisalmer (Rajasthan) gilt Shravanabelagola als eines der wichtigsten Jaina-Heiligtümer Indiens.

## Fest
Alle 12 Jahre findet die Mahamastakabhisheka-Zeremonie statt, zu der sich mehr als 10.000 gläubige Jainas aber auch viele Schaulustige aus allen Teilen Indiens einfinden. Dabei wird die Kolossalstatue mit Milch, Ghee, Kokosmilch, Honig, Joghurt, Blüten, farbigem Wasser und Goldmünzen übergossen. Zu diesem Zweck wird ein großes Gerüst errichtet. Das letzte Mal fand das Ereignis im Februar 2018 statt.

## Umgebung
Die berühmten hinduistischen Hoysala-Tempel von Belur und Halebid liegen ca. 83 km bzw. 89 km entfernt. Nur ca. 1 km nördlich befinden sich die Tempel auf dem Chandragiri Hill und weitere 2 km nördlich liegt der mittelalterliche Jain-Tempel von Jinanathapura. 